# Onosma bracteatum
Onosma bracteatum är en strävbladig växtart som beskrevs av Nathaniel Wallich. Onosma bracteatum ingår i släktet Onosma och familjen strävbladiga växter. Inga underarter finns listade i Catalogue of Life.